# Trachylepis monardi
Trachylepis monardi (сцинк Монара) — вид сцинкоподібних ящірок родини сцинкових (Scincidae). Ендемік Анголи. Вид названий на честь швейцарського натураліста Альбера Монара.

## Поширення і екологія
Сцинки Монара мешкають в центральній Анголі. Вони живуть в сухих саванах, на висоті від 1000 до 1600 м над рівнем моря.